# Мэнган-Лоренс, Ханна
Ханна Мэнган-Лоренс (англ. Hanna Mangan-Lawrence; род. 5 марта 1991, Лондон, Великобритания) — британско-австралийская актриса, наиболее известная в Австралии за роль Холли в сериале «Кровать из розы», за который она была номинирована на премии AACTA в 2008 году и Logie Award в 2009 году. На международном уровне актриса известна в роли Сеппии в исторической драме «Спартак: Месть».

## Карьера
Мэнган-Лоренс начала свою карьеру в кино в 2005 году, снявшись тогда в короткометражных фильмах «1201» и «Галор». Затем она снялась в короткометражке «Сексуальная штучка», с которой участвовала в Каннском кинофестивале.
В 2008 году снялась в фильме ужасов «Служители», снятым Джоном Хьюиттом. Премьера состоялась на кинофестивале в Торонто в том же году. В фильме она снялась в роли Чейсели, наивной и кокетливой студентки старшей школы.
В 2009 году снялась в драме Крива Стендерса «Счастливая страна».
Появилась в телесериале «Кровать из розы» производства ABC, в роли Холли Атертон. В 2008 году была номинирована на награду AACTA в категории «Лучший гость или актриса второго плана в телевизионной драме» за сериал «Кровать из розы», а на следующий год — на премию Logie Award имени Грэхема Кеннеди в категории «Выдающийся новый талант».
В 2012 году снялась в фильме «Жажда» вместе с Майлзом Поллардом, Викторией Харалабидоу и Томом Грином. Также с этим актёрским составом она снялась в телесериале канала Starz «Спартак: Месть», где исполнила роль Сеппии.
В 2016 году снялась в телесериале «Изоляция».

## Личная жизнь
Мать Ханны Мэгги Мэнган — учитель английского языка и драматург, а её отец, Рей Лоуренс, — учитель географии, экономики и бизнес-исследований. У неё есть сводная сестра Рошин и два сводных брата Лиам и Рубен. Сводная сестра Зои и мачеха Пэдди тоже учителя.
Ханна представляла Австралию за рубежом в качестве члена элитной команды по спортивной гимнастике. В 2005 году на мероприятии Gymnastics Australia National Awards она была удостоена награды «Акробат года» в международной категории для учеников старших классов. В 2009 году Мэнган-Лоуренс получила высшее образование в NHSPA.

## Фильмография
| Год       | Название              | Роль           | Примечания                      |
| --------- | --------------------- | -------------- | ------------------------------- |
| 2006      | Сексуальная штучка    | Джорджи        | Короткометражка                 |
| 2008      | Служители             | Чейзли         |                                 |
| 2008      | Площадь               | Лили           |                                 |
| 2008—2011 | Кровать из роз        | Холли Атхертон | 26 эпизодов                     |
| 2009      | Счастливая страна     | Сара           |                                 |
| 2009      | Спецотдел по спасению | Тамсин Тейлор  | Эпизод: «Предсмертная исповедь» |
| 2011      | X: Ночь возмездия     | Шей Райан      |                                 |
| 2011      | Золотая девочка       | Венди          | Короткометражка                 |
| 2012      | Жажда                 | Кит            |                                 |
| 2012      | Спартак: Месть        | Сеппия         | 9 эпизодов                      |
| 2014      | Старая школа          | Шеннон Кахилл  | 8 эпизодов                      |
| 2014      | День расплаты         | Рэйчел         |                                 |
| 2015      | Игра на выживание     | Лайна          |                                 |
| 2015      | Point of Honor        | Эстелла Роудс  | Телефильм                       |
| 2016      | Изоляция              | Тереза         | 13 эпизодов                     |
| 2016      | Рыжий: вся правда     | Бетти          |                                 |
| 2019      | Милая                 | Миа            |                                 |